# 축삭돌기
축삭돌기(軸索突起, 영어: axon)란 신경 세포의 세포체에서 길게 뻗어나온 가지이다. 활동전위를 전달하는 역할을 한다. 축삭이라고도 한다.
축삭돌기는 뉴런의 세포체에서 뻗어나온 원형질의 긴 돌출부이며, 가지돌기는 짧은 돌출부이다. 축삭돌기는 가지돌기와 여러 면에서 차이점이 있다. 먼저, 모양이 다르다. 축삭돌기는 일정한 두께로 뻗어가는데 비해, 가지돌기는 뻗어갈수록 두께가 얇아진다. 또한, 길이 면에서도 축삭돌기가 가지돌기보다 훨씬 길며, 가지돌기는 전기 신호를 받아들이는데 비해 축삭돌기는 전기 신호를 전달하는 역할을 하는 등 수행하는 역할도 다르다. 물론 이러한 규칙에 예외도 있다.
어떤 신경세포들은 축삭돌기가 없다. 이러한 신경 세포를 무축삭세포(amacrine cell)라 하며, 이 경우엔 가지돌기에서 신호를 전달하는 역할을 수행한다. 그러나, 어떤 신경 세포도 두 개 이상의 축삭돌기를 가지지는 않는다.
축삭돌기는 다른 신경세포들과 연결되는 것이 보통이지만, 근육세포나 분비세포와 연결되기도 한다. 정확히 말하자면 직접 연결되어 있는 것이 아니라 시냅스라고 하는 약간의 간격을 두고 떨어져 있다. 시냅스에서는 축삭돌기의 세포막이 목표 세포와 밀접하게 연결되어 있으며, 그 틈 사이에서 신호를 전달해주는 분자들이 존재한다.

## 해부적 구조
축삭돌기는 신경계의 가장 중요한 신경 전달 통로이며, 축삭돌기가 다발로 모여 신경을 구성한다. 일반적인 축삭돌기의 지름은 1μm정도이지만, 길이는 수십cm에 이르는 것도 있다. 예를 들어, 인체에서 가장 긴 축삭돌기를 가진 신경세포인 좌골신경은 척추의 끝에서 시작하여 양 발의 엄지발가락까지 이어지며, 좌골신경을 구성하는 신경세포의 축삭돌기는 1m 이상의 길이로 자랄 수 있다.

## 같이 보기
- 신경
- 신경 세포
- 가지돌기
- 전기생리학